# 肯特·康拉德
肯特·康拉德（英語：Kent Conrad；1948年3月12日—）是美国的一位政治人物。在1987年至2013年期間，他曾代表民主黨出任北达科他州的聯邦參議員。2011年，康拉德宣布不會在2012年尋求連任。海迪·海特坎普繼任了他的位置。